# Ottmar Hitzfeld
Ottmar Hitzfeld (pronunție în germană [ˈʔɔtmaːɐ̯ ˈhɪt͡sfɛlt]; n. 12 ianuarie 1949, Lörrach, Baden-Württemberg, Germania) este un fost fotbalist german și antrenor. El este supranumit der General ("generalul"), și "Gottmar Hitzfeld".
Cu un total de 18 titluri majore, majoritatea câștigate cu Grasshopper Club Zürich, Borussia Dortmund și Bayern München, Hitzfeld este unul din cei mai de succes antrenori de fotbal din lume. El a fost ales de două ori "Antrenorul anului în lume". Este unul din cei patru antrenori care au câștigat Cupa Campionilor/Liga Campionilor cu 2 cluburi diferite, ceilalți 3 fiind Ernst Happel, José Mourinho și Jupp Heynckes. Până în 2014 a fost selecționer al naționalei Elveției.

## Statistici antrenorat
La 15 November 2013.
| Echipa                  | Început          | Sfârșit       | Record | Record | Record | Record | Record | Record | Record | Record |
| Echipa                  | Început          | Sfârșit       | G      | W      | D      | L      | GF     | GA     | GD     | Win %  |
| ----------------------- | ---------------- | ------------- | ------ | ------ | ------ | ------ | ------ | ------ | ------ | ------ |
| FC Zug                  | 1983             | 1984          | 32     | 17     | 9      | 6      | 76     | 39     | +37    | 53,13  |
| FC Aarau                | 1984             | 1988          | 142    | 65     | 37     | 40     | 242    | 188    | +54    | 45,77  |
| Grasshopper Club Zürich | 1988             | 1991          | 137    | 68     | 36     | 33     | 229    | 147    | +82    | 49,64  |
| Borussia Dortmund       | 1991             | 1997          | 267    | 146    | 55     | 66     | 489    | 326    | +163   | 54,68  |
| Bayern München          | 1 iulie 1998     | 30 iunie 2004 | 318    | 194    | 74     | 50     | 633    | 281    | +352   | 61,01  |
| Bayern München          | 1 februarie 2007 | 30 iunie 2008 | 76     | 45     | 20     | 11     | 151    | 72     | +79    | 59,21  |
| Elveția                 | 1 iulie 2008     | 1 iulie 2014  | 54     | 26     | 17     | 11     | 76     | 48     | +28    | 48,15  |
| Total                   | Total            | Total         | 1.025  | 561    | 248    | 216    | 1.895  | 1.099  | +796   | 54,73  |

## Palmares

### Ca jucător
FC Basel
- Super League (Elveția): 1971–72, 1972–73
- Cupa Elveției: 1975

### Ca antrenor
FC Aarau
- Cupa Elveției: 1985

Grasshopper
- Super League (Elveția): 1989–90, 1990–91
- Cupa Elveției: 1989, 1990
- Supercupa Elveției: 1989

Borussia Dortmund
- Bundesliga: 1994–95, 1995–96
- DFB-Supercup: 1995, 1996
- UEFA Champions League: 1996–97

Bayern München
- Bundesliga: 1998–99, 1999–00, 2000–01, 2002–03, 2007–08
- DFB-Pokal: 1999–00, 2002–03, 2007–08
- DFB Ligapokal: 1998, 1999, 2000, 2007
- UEFA Champions League: 2000–01
- Cupa Intercontinentală: 2001